# Пашаева, Ганира Алескер кызы
Ганира Алескер кызы Пашаева (азерб. Qənirə Ələsgər qızı Paşayeva; 24 марта 1975, Дюз Гырыглы, Азербайджанская ССР, СССР — 28 сентября 2023, Баку) — азербайджанский общественный и политический деятель, журналист, поэтесса, депутат Национального собрания Азербайджана.
Племянница азербайджанского писателя Газанфара Пашаева.

## Биография
Ганира Пашаева родилась 24 марта 1975 года в деревне Дюз Гырыглы Товузского района Азербайджанской ССР. Получила два высших образования — медицинское и юридическое, окончив педиатрический факультет Азербайджанского государственного медицинского университета и факультет международного права Бакинского государственного университета. Владела русским и английским языками.
Начиная с 1998 года работала репортером, корреспондентом, редактором, ведущим редактором, главным ведущим редактором, заместителем главного редактора и заместителем главного редактора отдела Новостей в телевизионной компании ANS TV. В 2005 году возглавила отдел по связям с общественностью Фонда Гейдара Алиева. 

### Последние годы жизни
23 сентября 2023 года у Ганиры Пашаевой было диагностировано гипотоническое состояние неизвестного происхождения. Она была госпитализирована в Центральную клиническую больницу г. Баку в состоянии септического шока, в отделение реанимации и интенсивной терапии, и подключена к аппарату искусственной вентиляции лёгких.
Скончалась 28 сентября 2023 года в Баку на 49-м году жизни.
Церемония прощания с Ганирой Пашаевой прошла 29 сентября 2023 года в Мечети Гейдара в Баку. Похоронена на II Аллее почётного захоронения.

## Политическая деятельность

### Милли меджлис
Ганира Пашаева 6 ноября 2005 года была избрана депутатом Национального собрания Азербайджана от 105-го Товузского избирательного округа. Являлась депутатом Национального собрания Азербайджана III, IV, V, VI созывов.
Являлась членом постоянной комиссии Милли меджлиса по международным отношениям и межпарламентским связям. Руководитель рабочей группы по межпарламентским отношениям между Азербайджаном и Грузией, член рабочих групп Азербайджан — Индия, Азербайджан — Турция, Азербайджан — Япония.
Являлась руководителем межпарламентской рабочей группы Азербайджан — Пакистан парламента VI созыва.

### ПАСЕ
С 23 января 2006 года являлась активным членом азербайджанской делегации в Парламентской ассамблее Совета Европы. Входила в «Группу европейских демократов» Совета Европы. Действительный член Комитета по вопросам равенства и недискриминации а также Комитета по вопросам миграции, беженцев и перемещённых лиц. Чередующийся член Комитета по политическим вопросам и демократии вместе с другим представителем Азербайджана в Совете Европы Самедом Сеидовым.

## Общественная деятельность
Ганира Пашаева являлась председателем Общественного объединения «Институт международных исследований Евразии».
В августе 2012 года Ганира Пашева отправилась в Сомали, где в течение двух недель оказывала помощь молодёжи Сомали в получении среднего медицинского образования.

## Творческая карьера
8 ноября 2010 года в университете «Хазар» (Баку) состоялась презентация книги Ганиры Пашаевой «Большой человек, которого потерял мир» о Мустафе Кемале Ататюрке.
22 ноября 2011 года в книжном магазине «Али и Нино» центра «Park Bulvar» состоялись презентация книги Ганиры Пашаевой под названием «Её любовные письма», в которой повествуется о неразделённой любви молодой девушки к её избраннику, о величии силы любви. В декабре 2011 года книга стала лидером по продажам в Азербайджане.
24 июня 2013 года в рамках проекта «Мост души между Карабахом и Анадолу», организованного председателем Общественного объединения «Институт международных исследований Евразии», депутатом Милли Меджлиса Азербайджана Ганирой Пашаевой и «Govkhar Group», в Баку на сцене Азербайджанской государственной филармонии состоялся концерт турецкого исполнителя патриотических песен Мустафы Йылдыздогана, посвящённый памяти героев, павших в Первой карабахской войне, национальным героям, ветеранам и инвалидам Карабахской войны, их семьям, беженцам и вынужденным переселенцам.
1 июля 2013 года в Баку, в книжном магазине «Али и Нино» в Парк Бульваре, состоялась презентация совместного проекта Ганиры Пашаевой и заслуженной артистки Азербайджана Тунзали Агаевой — альбома «İkimizin yerinə…» (с азерб. — «За нас двоих»), в который вошли композиции на слова Пашаевой в исполнении Т. Агаевой. Композицию «İkimizin yerinə…» исполнил популярный певец Эльнур Мамедов. Во время презентации проходила автограф-сессия участников проекта.
9 декабря 2013 года Пашаева презентовала книгу «Dünyanı dəyişən alimlər» (с азерб. — «Учёные, изменившие мир»), первый том из двухтомника, в который вошли 50 известных учёных, посвятивших себя науке, сведения об их жизни и деятельности.

## Награды
- 5 марта 2011 года за большой вклад в дело укрепления азербайджано-грузинской дружбы Ганира Пашаева была награждена президентом Грузии Михаилом Саакашвили орденом Чести. Церемония награждения состоялась в посольстве Грузии в Азербайджане. От имени президента Грузии орден вручил посол Грузии в Азербайджане Теймураз Шарашенидзе[18].
- Медаль МОГО (2011 год)[19].
- Юбилейная медаль «Ашиг Алесгар – 200» (2021 год).
- Медаль «Шараф» (2022 год, ТЮРКСОЙ)[20]

## Премии

### 2007 год
19 января 2007 года Общественное объединение парламентских журналистов Азербайджана наградило депутата Ганиру Пашаеву в 2 номинациях: «Самый активный депутат» и «Самый активный защитник прав избирателей».

### 2010 год
29 сентября 2010 года Общественное объединение «Новое поколение азербайджанской молодёжи» присудило депутату Ганире Пашаевой награду «Служители тюркской нации» за заслуги перед тюркским миром и деятельность в его мировом представлении.
30 ноября 2010 года Ганира Пашаева была удостоена премии «2010 — Зеки Велиди Тоган», учреждённой впервые Евразийским кружком экономических отношений, функционирующим в Турции. Премия была вручена 2 декабря 2010 года в Турецкой Республике Северного Кипра, в первый день международного симпозиума на тему «Тюркский мир в 21 веке».

### 2011 год
16 мая 2011 года Ганира Пашаева была удостоена в Стамбуле журналистской премии Европейского союза газетчиков «Лучшие года» в области политики.
30 сентября 2011 года Ганира Пашаева стала одной из победительниц ежегодной национальной премии «Хазар», традиционно вручаемой Общественным объединением «Молодые Реформаторы».

### 2012 год
29 декабря 2012 года депутат Мили Меджлиса Азербайджана Ганира Пашаева была удостоена национальной премии «Одлар Юрду» за успешную деятельность в сфере законодательства. Премия учреждена Молодёжным центром Азербайджана, молодёжной коалицией по поддержке туризма и другими молодёжными организациями с целью определения посредством социального опроса самых активных в обществе физических и юридических лиц.

### 2013 год
30 мая 2013 года Ганира Пашаева была удостоена премии «Международный позитивный культурный посол года», учреждённой одной из самых больших медийных ассоциаций Турции «Радио эви дярняйи» (RADEV).

## Фильмография
В апреле 2011 года Ганирой Пашаевой был снят фильм, в котором на основе архивных материалов и свидетельств очевидцев в Турции опровергается совершение турками в отношении армян геноцида в начале XX века. Для этого депутат парламента Азербайджана провела собственное расследование в Турции на тему событий начала 1915 года и встретилась с живыми очевидцами тех событий.

## Галерея

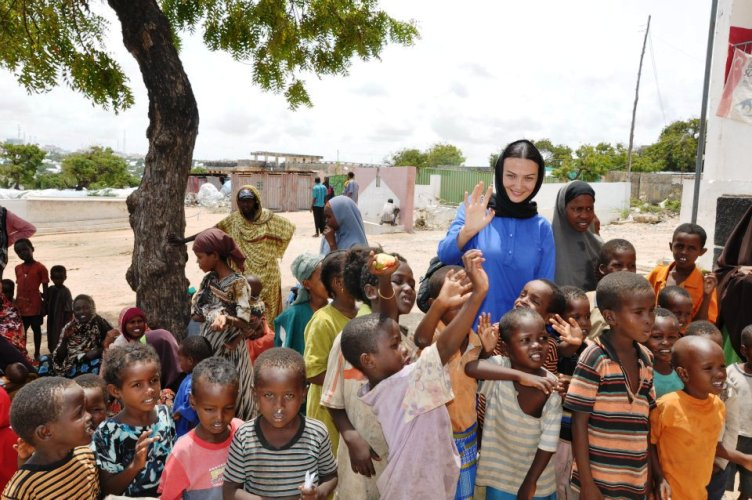
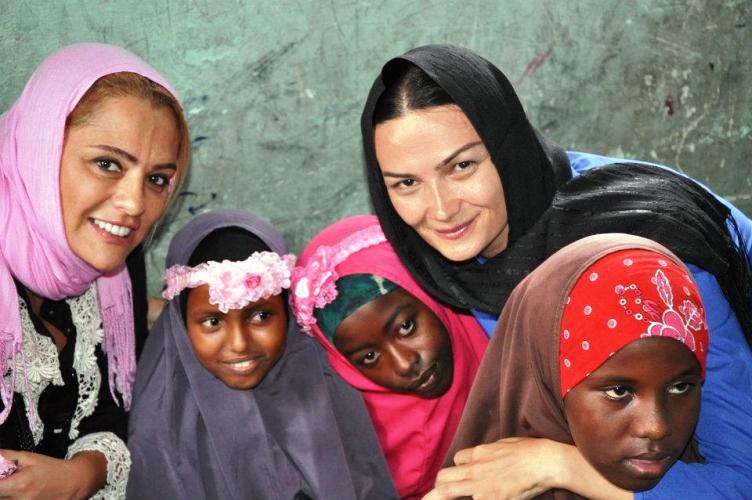
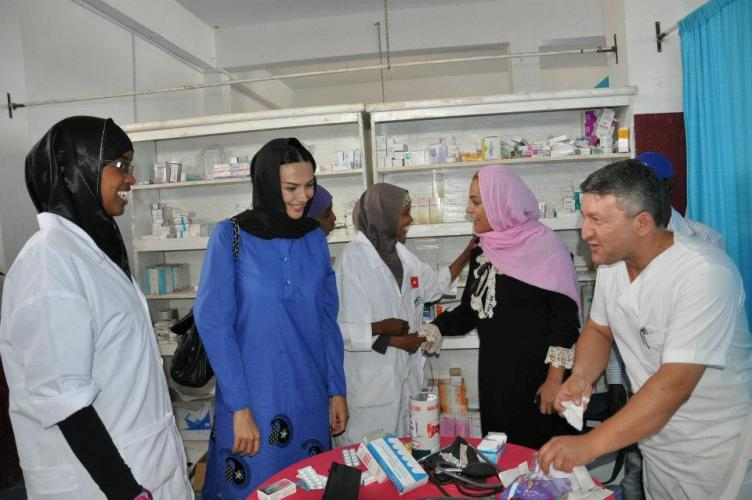